# Władimir Wojewodski
Władimir Aleksandrowicz Wojewodski, ros. Владимир Александрович Воеводский (ur. 4 czerwca 1966 w Moskwie, zm. 30 września 2017) – rosyjski matematyk zajmujący się geometrią algebraiczną i teorią liczb. Laureat Medalu Fieldsa z 2002 roku.

## Życiorys
W latach 1983–1989 studiował na Uniwersytecie Moskiewskim. W 1992 uzyskał doktorat na Uniwersytecie w Harvardzie. W 1998 został profesorem w Instytucie Studiów Zaawansowanych w Princeton. 
W 1998 wygłosił wykład plenarny na Międzynarodowym Kongresie Matematyków w Berlinie.
W 2002 otrzymał Medal Fieldsa za jedne z najbardziej znaczących osiągnięć, jakich dokonano w zakresie geometrii algebraicznej w ciągu ostatnich kilkudziesięciu lat.